# Viva Las Vegas (brano musicale)
Viva Las Vegas è una canzone composta da Doc Pomus e Mort Shuman e interpretata da Elvis Presley. Registrata nel 1963, venne inclusa l'anno dopo nella colonna sonora del film omonimo con Presley come protagonista, e incisa come b-side del singolo-cover di What'd I Say (scritta e pubblicata per la prima volta nel 1959 da Ray Charles).

## Descrizione
Nel corso degli anni, la canzone è diventata una delle più celebri del repertorio di Presley. Negli anni novanta e duemila è apparsa in innumerevoli film, sitcom e programmi TV, sia come riferimento alla città di Las Vegas, o semplicemente come espressione di gioia  e sfrenatezza in rapporto a situazioni comiche.
Nel 2002 la città di Las Vegas richiese alla Elvis Presley Enterprises, la società che gestisce una parte del catalogo discografico di Elvis, di poter adottare Viva Las Vegas come canzone ufficiale della città. Il negoziato si arenò a causa del prezzo chiesto dalla EPE.

## Cover
- The Blues Brothers Band
- Dead Kennedys
- Johnny Ramone (strumentale)
- Bruce Springsteen (dal vivo)
- Stray Cats
- ZZ Top
- Reverend Horton Heat
- Ann Margret nel film I Flintstones in Viva Rock Vegas